# اپسونین

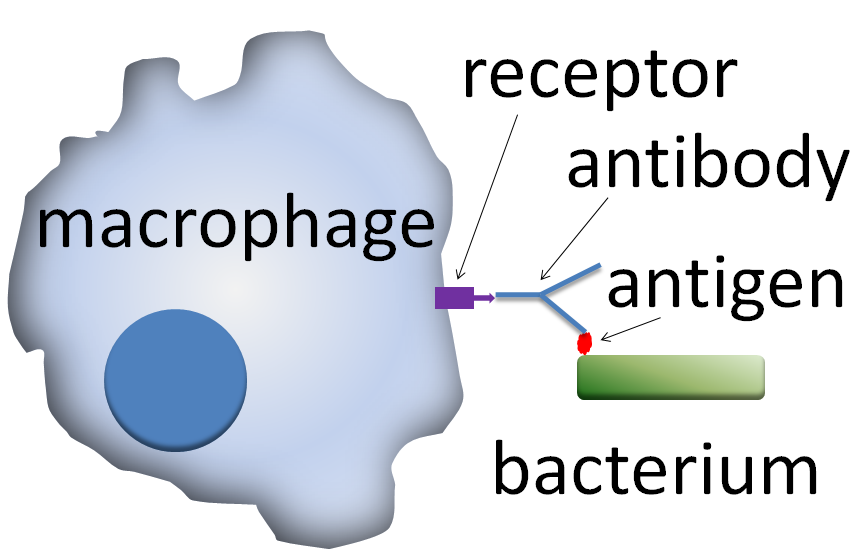
Action of opsonins: a phagocytic cell recognises the opsonin on the surface of an antigen

اپسونین (انگلیسی: Opsonin) مولکولی است که سلولهای ایمنی (مانند ماکروفاژها) را برای فاگوسیت کردن یک آنتی‌ژن تحریک می‌کند؛ به عنوان مثال C3b یک اپسونین مهم برای ماکروفاژها است و با اتصال به غشای میکروب، بیگانه‌خواری آن را تسهیل می‌کند.
اپسونین می‌تواند یک پادتن مانند پادتن جی و پادتن ام، یک جزء سیستم کمپلمان مانند C3b، C4b و iC3b یا یک پروتئین مانند پروتئین واکنشی سی باشد.